# Needamangalam
Needamangalam är en ort i Indien.   Den ligger i distriktet Thiruvarur och delstaten Tamil Nadu, i den södra delen av landet, 2 000 km söder om huvudstaden New Delhi. Needamangalam ligger 21 meter över havet och antalet invånare är 9 125.
Terrängen runt Needamangalam är mycket platt. Runt Needamangalam är det tätbefolkat, med 636 invånare per kvadratkilometer. Närmaste större samhälle är Mannargudi, 12,4 km söder om Needamangalam. Trakten runt Needamangalam består till största delen av jordbruksmark.